# Trichosalpinx calceolaris
Trichosalpinx calceolaris är en orkidéart som beskrevs av Carlyle August Luer och Rodrigo Escobar. Trichosalpinx calceolaris ingår i släktet Trichosalpinx och familjen orkidéer. Inga underarter finns listade i Catalogue of Life.